# Julius Lenhart
Julius Lenhart (n. 27 noiembrie 1875, Viena, Austro-Ungaria – d. 10 noiembrie 1962, Viena, Austria) a fost un gimnast artistic american, medaliat olimpic. A participat la o ediție a Jocurilor Olimpice (1904) în care a câștigat două medalii de aur și o medalie de argint.